# Komisja Gospodarcza Narodów Zjednoczonych ds. Ameryki Łacińskiej i Karaibów
Komisja Gospodarcza Narodów Zjednoczonych ds. Ameryki Łacińskiej i Karaibów (UNECLAC, ECLAC, CEPAL, ang. United Nations Economic Commission for Latin America and the Caribbean, hiszp. Comisión Económica para América Latina y el Caribe) – komisja regionalna Organizacji Narodów Zjednoczonych, powołana w 1948 roku przez Radę Gospodarczą i Społeczną ONZ. Celem UNECLAC jest wspieranie rozwoju gospodarczego i społecznego oraz integracji krajów Ameryki Środkowej i Południowej. Siedziba organizacji znajduje się w Santiago.
Do 1984 roku organizacja nosiła nazwę Komisja Gospodarcza Narodów Zjednoczonych ds. Ameryki Łacińskiej (ECLA, UNECLA). 
Do UNECLAC należą 44 państwa członkowskie, w tym wszystkie 33 państwa Ameryki Łacińskiej i Karaibów oraz 11 państw spoza regionu. Dodatkowo, 9 terytoriów zależnych posiada status członków stowarzyszonych.

## Członkowie
Ameryka Łacińska i Karaiby:
| - Antigua i Barbuda - Argentyna - Bahamy - Barbados - Belize - Boliwia - Brazylia - Chile - Dominika - Dominikana - Ekwador | - Grenada - Gujana - Gwatemala - Haiti - Honduras - Jamajka - Kolumbia - Kostaryka - Kuba - Meksyk - Nikaragua | - Panama - Paragwaj - Peru - Saint Kitts i Nevis - Saint Lucia - Saint Vincent i Grenadyny - Salwador - Surinam - Trynidad i Tobago - Urugwaj - Wenezuela |

Pozostałe regiony:
- Francja
- Hiszpania
- Holandia
- Japonia
- Kanada
- Korea Południowa
- Niemcy
- Portugalia
- Stany Zjednoczone
- Wielka Brytania
- Włochy

Członkowie stowarzyszeni:
- Anguilla
- Antyle Holenderskie
- Aruba
- Brytyjskie Wyspy Dziewicze
- Kajmany
- Montserrat
- Portoryko
- Turks i Caicos
- Wyspy Dziewicze Stanów Zjednoczonych